# L'Angoisse d'une mère
Pour le film « Angoisse d'une mère » de Raffaello Matarazzo, voir Le Cyclone.
L'Angoisse d'une mère (The People Next Door) est un téléfilm américain réalisé par Tim Hunter et diffusé en 1996.

## Synopsis
Anna Morse décide de fuir son mari violent et s'installe avec ses trois filles dans une nouvelle maison. Sa vie commence peu à peu à s'améliorer, jusqu'au jour ou ses nouveaux voisins ne s'avèrent pas aussi amicaux qu'ils en l'avaient l'air.

## Fiche technique
- Titre : L'Angoisse d'une mère
- Titre original : The People Next Door
- Réalisateur : Tim Hunter
- Scénario : Fred Mills
- Montage : Howard Smith
- Durée : 90 min
- Pays : États-Unis

## Distribution
- Nicollette Sheridan : Anna Morse
- Michael O'Keefe : Garrett James
- Ernie Lively : le lieutenant Jack Driscoll
- Faye Dunaway : Ellen Morse
- Tracey Ellis (en) : Donna James
- Charles Homet : le sergent Mackey
- Jerry Haynes (en) : Albert
- Rachel Duncan : Billie Morse
- Lauren Fernandez : Sally Morse
- Karis Paige Bryant : Laura Morse
- Carrie Boren : Roz
- Christine Tolson : Megan
- David Denny : Brady
- Jill Parker-Jones : Julie
- Helen Cates : Arlene
- Heather Kafka : la femme dans le parc